# Pézsmaboglárfélék
A pézsmaboglárfélék (Adoxaceae) a mácsonyavirágúak (Dipsacales) rendjének egyik családja az APG rendszertanban. A legtöbb hagyományos rendszertan a bodza és a bangita nemzetségeket a bodzafélék (Sambucaceae) családjába sorolta (MNL); a pézsmaboglárfélék taxon összevonás eredménye. Nemzetségei közül a Moschatellina létjogosultsága kétséges — lehet, hogy a teljes nemzetség a pézsmaboglár (Adoxa moschatella) faj némely változatainak felel meg. Ez a korábban ugyancsak elkülönített Tetradoxa nemzetségről már bebizonyosodott.

## Elterjedésük
A család holarktikus: fajai az északi félgömb mérsékelt égövében nőnek.

## Jellemzők
A fajok legtöbbje cserje. Leveleik egyszerűek vagy szárnyasan összetettek, a levélnyeleket egy harántvonal köti össze. Bogernyőben nyíló virágaik öttagúak, aktinomorfak. Termésük csonthéjas.